# Monte Dimlang
Monte Dimlang (en inglés: Mount Dimlang) (antes pico Vogel) es una montaña se encuentra en la cordillera de Shebshi en el Estado de Adamawa, parte el país africano de Nigeria. Es el punto más alto de las montañas de Shebshi. Su pico alcanza una altura de aproximadamente 2042 m.